# Reactor rápido integral

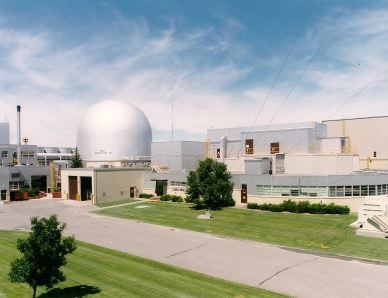
Experimental Breeder Reactor II, que sirvió como prototipo del reactor rápido integral (IFR)

El reactor rápido integral (IFR, por sus siglas en inglés), originalmente llamado reactor avanzado de metal líquido (ALMR), es un diseño de reactor nuclear que utiliza neutrones rápidos y no emplea moderador de neutrones (es decir, un reactor rápido de neutrones). Los IFR pueden generar más combustible del que consumen y se distinguen por su ciclo del combustible nuclear que incluye piroprocesado mediante electrorrefinación en el propio emplazamiento del reactor. El IFR era un reactor rápido refrigerado por sodio (SFR), siendo el ejemplo más cercano de reactor reproductor rápido, un tipo de reactor de IV generación.
El Departamento de Energía de los Estados Unidos (DOE) comenzó a diseñar un IFR en 1984 y construyó un prototipo, el Experimental Breeder Reactor II. El 3 de abril de 1986, se realizaron dos pruebas que demostraron la seguridad del concepto del IFR. Estas pruebas simularon accidentes con pérdida del refrigerante. Incluso con los dispositivos normales de apagado desactivados, el reactor se detuvo por sí mismo de forma segura sin sobrecalentamiento en ninguna parte del sistema. El proyecto IFR fue cancelado por el Congreso de los Estados Unidos en 1994, tres años antes de su finalización.
S-PRISM (de SuperPRISM), también llamado PRISM (módulo pequeño innovador de reactor de potencia), es el nombre de un diseño de planta nuclear de GE Hitachi Nuclear Energy basado en el IFR. En 2022, GE Hitachi Nuclear Energy y TerraPower comenzaron a explorar la instalación de cinco plantas basadas en el diseño SFR Natrium en Kemmerer, Wyoming; el diseño incorpora un reactor PRISM junto con el diseño Traveling Wave de TerraPower y un sistema de almacenamiento con sal fundida.

## Historia
La investigación sobre los reactores IFR comenzó en 1984 en el Laboratorio Nacional de Argonne en Argonne, Illinois, como parte del sistema de laboratorios nacionales del Departamento de Energía de los Estados Unidos (DOE), actualmente operado bajo contrato por la Universidad de Chicago.

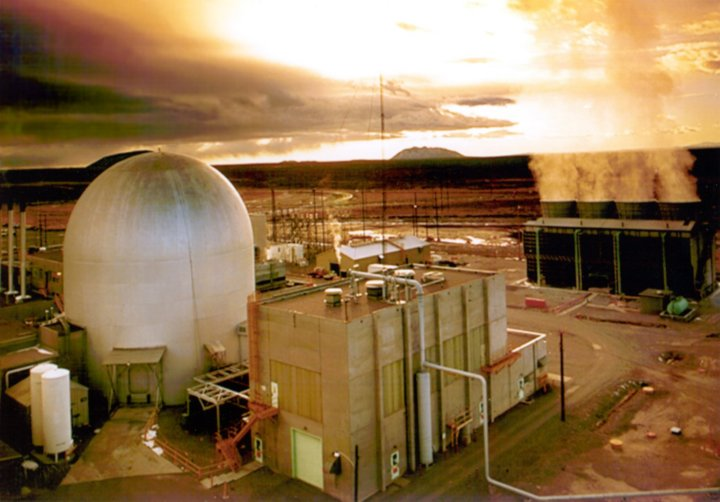
El Experimental Breeder Reactor II (EBR II)

Argonne tuvo una sucursal llamada "Argonne West" en Idaho Falls, Idaho, que ahora forma parte del Laboratorio Nacional de Idaho. En esta sede, los físicos de Argonne West construyeron lo que se conoció como Experimental Breeder Reactor II (EBR-II). Mientras tanto, los físicos de Argonne diseñaron el concepto IFR, y se decidió convertir el EBR-II en un IFR. Charles Till, un físico canadiense de Argonne, fue el jefe del proyecto IFR, y Yoon Chang fue el subdirector. Till estaba en Idaho, mientras que Chang se encontraba en Illinois. Más adelante, Chang fue director interino de Argonne.
El concepto del IFR está descrito en detalle en Plentiful Energy: The Story of the Integral Fast Reactor.

### Cancelación
Con la elección del presidente Bill Clinton en 1992 y el nombramiento de Hazel O'Leary como Secretario de Energía, hubo presiones para cancelar el IFR. El senador John Kerry (D-MA) y O'Leary lideraron la oposición al reactor, argumentando que representaba una amenaza para los esfuerzos de no proliferación, y que era una continuación del Clinch River Breeder Reactor Project, cancelado por el Congreso. Charles Till relató que, cuando le dijo a Frank N. von Hippel, asesor científico del presidente Clinton, que costaría más terminar el programa y desmantelar el reactor que finalizarlo y dejarlo inactivo, von Hippel respondió: «Lo sé; es un símbolo. Debe desaparecer».
Simultáneamente, en 1994 la secretaria de Energía O'Leary otorgó al científico líder del IFR un premio de 10.000 dólares y una medalla de oro, reconociendo que su trabajo en el desarrollo del IFR ofrecía "mejoras en seguridad, mayor eficiencia del combustible y menos residuos radiactivos".

### Desde el año 2000
En 2001, como parte de la hoja de ruta de los reactores de IV generación, el DOE asignó a un equipo de 242 científicos del propio DOE, UC Berkeley, MIT, Stanford, ANL, Laboratorio Nacional Lawrence Livermore, Toshiba, Westinghouse, Universidad de Duke, EPRI y otras instituciones la tarea de evaluar 19 de los mejores diseños de reactores en 27 criterios diferentes. El IFR quedó clasificado en primer lugar en ese estudio, publicado el 9 de abril de 2002.
Actualmente, no hay reactores rápidos integrales en operación comercial.[cita requerida] Sin embargo, el reactor BN-800, un reactor rápido muy similar que se utiliza para quemar plutonio, comenzó su operación comercial en 2016.

## Descripción técnica
El IFR se enfría con sodio líquido y emplea una aleación de uranio y plutonio como combustible. El combustible se encierra en vainas de acero con sodio líquido llenando el espacio entre el combustible y la vaina. Un espacio vacío sobre el combustible permite recolectar con seguridad helio y xenón radiactivo[cita requerida], sin aumentar significativamente la presión dentro del elemento combustible,[cita requerida] y también permite que el combustible se expanda sin romper la vaina, lo que hace viable el uso de combustible metálico en lugar de óxido.[cita requerida]
Las ventajas del sodio líquido como refrigerante, en comparación con el plomo, incluyen su menor densidad y viscosidad (reduciendo los costes de bombeo), su menor corrosividad hacia los aceros comunes, y la generación prácticamente nula de subproductos activados por neutrones. Sin embargo, el sodio es químicamente reactivo, especialmente con el agua o el aire. Alternativamente, puede utilizarse una aleación eutéctica de plomo y bismuto, como en los reactores de los submarinos soviéticos de clase Alfa.

### Decisiones básicas de diseño

#### Combustible metálico
El combustible metálico con un espacio relleno de sodio dentro de la vaina para permitir su expansión se demostró en el EBR-II. Este tipo de combustible favorece el uso del piroprocesado como tecnología de reprocesamiento.[cita requerida]
Su fabricación es más sencilla y económica que la del combustible cerámico (óxido), especialmente en condiciones de manipulación remota.
Además, el combustible metálico tiene una mejor conductividad térmica y menor capacidad calorífica que el óxido, lo que representa una ventaja en términos de seguridad.

#### Refrigeración por sodio
El uso de un refrigerante metálico líquido elimina la necesidad de un recipiente a presión alrededor del reactor. El sodio tiene excelentes propiedades nucleares, una alta capacidad calorífica, baja densidad, baja viscosidad, un punto de fusión razonablemente bajo, un punto de ebullición alto y buena compatibilidad con otros materiales estructurales y combustibles.[cita requerida] La alta capacidad calorífica del refrigerante y la eliminación del agua del núcleo del reactor nuclear aumentan la seguridad inherente del núcleo.

#### Diseño de piscina en lugar de circuito
Contener todo el refrigerante primario en una piscina proporciona varias ventajas en términos de seguridad y fiabilidad.

#### Reprocesamiento in situ mediante piroprocesado
El reprocesamiento es esencial para obtener la mayoría de los beneficios de un reactor rápido, mejorando el uso del combustible y reduciendo los residuos radiactivos en varios órdenes de magnitud.
El procesamiento in situ es lo que hace que el IFR sea "integral". Esta característica, junto con el uso del piroprocesado, reduce el riesgo de proliferación.
El piroprocesado (utilizando un electrorrefinador) fue demostrado en el EBR-II como viable a la escala requerida. Comparado con el proceso acuoso PUREX, es más económico en coste de capital y es inapropiado para la producción de material armamentístico, a diferencia del PUREX que fue desarrollado precisamente con fines militares.[cita requerida]
El piroprocesado hace que el combustible metálico sea la opción preferente. Estas dos decisiones están estrechamente relacionadas.

## Ventajas
Los reactores reproductores como el IFR podrían, en principio, extraer casi toda la energía contenida en el uranio o el torio, reduciendo los requisitos de combustible en casi dos órdenes de magnitud comparado con los reactores tradicionales de un solo ciclo, los cuales extraen menos del 0,65 % de la energía del uranio natural, y menos del 5 % del uranio enriquecido con el que se alimentan. Esto podría reducir significativamente la preocupación por el suministro de combustible o el consumo energético en la minería del uranio.
Lo más importante hoy es por qué los reactores rápidos son más eficientes: porque los neutrones rápidos pueden fisionar o "quemar" todos los componentes de los residuos transuránicos. Los residuos transuránicos están compuestos por actínidos – plutonio de grado reactor y actínidos menores – muchos de los cuales tienen vidas medias de decenas de miles de años o más, y hacen que la eliminación de residuos nucleares convencionales sea tan problemática. La mayoría de los productos de fisión radiactivos generados por un IFR tienen vidas medias mucho más cortas: son intensamente radiactivos a corto plazo, pero decaen rápidamente. A través de múltiples ciclos, el IFR logra que el 99,9 % del uranio y los elementos transuránicos sufran fisión y generen energía; por tanto, sus únicos residuos son los productos de fisión nuclear, los cuales, tras 300 años, tendrán una radiactividad inferior a la del mineral de uranio original.
El término «integral» hace referencia al reprocesamiento en el mismo sitio mediante piroprocesado electroquímico. Este proceso separa el combustible gastado en tres fracciones: uranio, isótopos de plutonio y otros elementos transuránicos, y productos de fisión. El uranio y los transuránicos se reciclan en nuevas barras de combustible nuclear, y los productos de fisión se convierten en bloques de vidrio o metal para su eliminación segura. Como los transuránicos y los productos de fisión combinados son altamente radiactivos, las operaciones de transferencia y reprocesamiento de barras de combustible requieren equipos robóticos o controlados remotamente. 
Un beneficio adicional reclamado es que, como el material fisionable nunca abandona la instalación (y sería letal manejarlo si lo hiciera), el potencial de proliferación nuclear se reduce considerablemente.

## Seguridad
En los reactores de agua ligera (LWR) tradicionales, el núcleo debe mantenerse a alta presión para mantener el agua líquida a altas temperaturas. En cambio, el IFR es un reactor refrigerado por metal líquido, por lo que el núcleo puede operar a presión cercana a la atmosférica, reduciendo significativamente el riesgo de un accidente por pérdida de refrigerante. Todo el núcleo del reactor, los intercambiadores de calor y las bombas primarias de refrigeración están inmersos en una piscina de sodio líquido (o plomo), haciendo muy improbable una pérdida del refrigerante primario. Los bucles del refrigerante están diseñados para permitir la refrigeración por convección natural, lo que significa que, en caso de pérdida de energía o parada del reactor, el calor del núcleo bastaría para mantener la circulación del refrigerante incluso si las bombas fallaran.
El IFR también posee ventajas de seguridad nuclear pasiva frente a los LWR. El combustible y las vainas están diseñados para que, al expandirse por aumento de temperatura, se escape más número de neutrones del núcleo, disminuyendo la tasa de fisión. Es decir, un aumento de temperatura actúa como mecanismo de retroalimentación negativa, reduciendo la potencia del núcleo. Este atributo se denomina coeficiente de reactividad negativo. La mayoría de los LWR también lo tienen, pero en el IFR este efecto es lo suficientemente fuerte como para evitar daños en el núcleo sin necesidad de intervención externa de operadores o sistemas de seguridad.
Este principio fue demostrado en una serie de pruebas de seguridad en el prototipo. Pete Planchon, el ingeniero que dirigió las pruebas, bromeó: «En 1986, dimos a un pequeño prototipo avanzado de reactor rápido un par de oportunidades para fundirse. Educadamente se negó ambas veces».
El sodio líquido presenta problemas de seguridad, ya que se inflama espontáneamente al contacto con el aire y puede causar explosiones si entra en contacto con agua. Esto ocurrió en el reactor Monju en un accidente en 1995. Para reducir el riesgo de explosiones, el diseño IFR (como otros reactores rápidos refrigerados por sodio) incluye un bucle intermedio de refrigerante metálico líquido entre el reactor y las turbinas de vapor. Su propósito es asegurar que cualquier explosión provocada por la mezcla accidental de sodio y agua de las turbinas se limite al intercambiador secundario, sin afectar al reactor. Otros diseños alternativos usan plomo como refrigerante primario, que si bien tiene mayor densidad y viscosidad (mayor coste de bombeo), también genera productos de activación radiactivos por absorción de neutrones.
Una aleación eutéctica de plomo y bismuto (como en los submarinos rusos) reduce la viscosidad, aunque los productos de activación radiactivos siguen siendo un problema.

## Eficiencia y ciclo del combustible
Los objetivos del proyecto IFR eran aumentar la eficiencia en el uso del uranio mediante la reproducción de plutonio y eliminar la necesidad de que los isótopos transuránicos salieran del emplazamiento. El reactor tiene un diseño sin moderador, operando con neutrones rápidos, lo que le permite consumir cualquier isótopo transuránico (y en algunos casos utilizarlo como combustible).
En comparación con los reactores actuales de agua ligera, con un ciclo de combustible de una sola pasada que induce fisión en menos del 1 % del uranio natural, un reactor reproductor como el IFR tiene un ciclo de combustible mucho más eficiente (se afirma que hasta el 99,5 % del uranio puede sufrir fisión).
El esquema básico utiliza separación piroeléctrica para extraer transuránicos y actínidos de los residuos y concentrarlos. Estos combustibles concentrados se reforman, en el mismo sitio, en nuevos elementos combustibles.
El combustible metálico disponible nunca se separa del plutonio ni de todos los productos de fisión,, lo que dificulta su uso con fines bélicos. Además, como el plutonio nunca tiene que salir del emplazamiento, el riesgo de desvío no autorizado es mucho menor.
Otro beneficio importante de extraer los transuránicos de vida larga es que los residuos restantes se convierten en un riesgo a mucho más corto plazo. Una vez reciclados los actínidos (uranio reprocesado, plutonio, y actínidos menores), los residuos radiactivos remanentes son productos de fisión – con vidas medias de 90 años (samario-151) o menos, o bien 211.000 años (tecnecio-99) o más – además de productos de activación del propio reactor.

## Comparación con los reactores de agua ligera (LWR)

Transmutación entre ^{238}Pu y ^{244}Cm en un LWR. Los reactores térmicos no pueden fisurar núclidos actínidos con número par de neutrones, que se acumulan como residuos transuránicos tras el reprocesado convencional.

### Residuos nucleares
Los residuos de los IFR tienen o bien vidas medias cortas (decaen rápidamente), o vidas medias largas (son escasamente radiactivos). Ninguna de las dos formas contiene plutonio ni otros actínidos, gracias al piroprocesado.
El volumen total de productos de fisión del IFR es 1/20 del volumen de combustible gastado generado por una planta de agua ligera de igual potencia, volumen que además suele considerarse no reutilizable. El 70 % de los productos de fisión son estables o tienen vidas medias inferiores a un año.
El tecnecio-99 y el yodo-129, que constituyen el 6 % de los productos de fisión, tienen vidas medias largas, pero pueden ser transmutados en isótopos de vida corta mediante absorción de neutrones. Por ejemplo, el tecnecio puede transformarse en un isótopo con vida media de 15,46 segundos, y el yodo en otro de 12,36 horas.
Otro 5 % corresponde al circonio-93, que en principio puede reciclarse como material para vainas de combustible, donde su radiactividad no resulta problemática. 
Excluyendo la contribución de residuos transuránicos (TRU), todos los residuos de alta actividad remanentes tras el reprocesado presentan una radiotoxicidad menor (en sieverts) que el uranio natural, pasados entre 200 y 400 años, y continúan disminuyendo a partir de ese punto.

### Dióxido de carbono
Tanto los IFR como los LWR no emiten dióxido de carbono (CO₂) durante su operación. Sin embargo, su construcción y procesamiento del combustible sí implican emisiones de CO₂, especialmente si se utilizan fuentes energéticas no renovables o cemento convencional durante la construcción.
Una revisión de la Universidad Yale de 2012 sobre las emisiones de gases de efecto invernadero del ciclo de vida (LCA) de la energía nuclear concluyó:

La literatura colectiva sobre LCA indica que las emisiones de gases de efecto invernadero del ciclo de vida de la energía nuclear son solo una fracción de las fuentes fósiles tradicionales y comparables a las tecnologías renovables.

La revisión analizó principalmente datos de reactores de segunda generación, pero también resumió estimaciones de tecnologías en desarrollo:

Se han evaluado FBRs teóricos en la literatura de LCA. La literatura limitada que analiza esta tecnología potencial futura informa de emisiones similares o inferiores a los LWR y asegura consumir poco o ningún mineral de uranio.

### Proliferación
Tanto los IFR como los LWR producen plutonio de grado reactor, que incluso con alto quemado sigue siendo potencialmente utilizable en armas nucleares.
No obstante, el ciclo del combustible del IFR presenta varias barreras a la proliferación. A diferencia del reprocesamiento PUREX, el piroprocesado del IFR no separa plutonio puro. El plutonio permanece mezclado con actínidos menores y productos de fisión, lo que lo hace poco atractivo para armamento.
Además, al no transportar el combustible reprocesado fuera de la planta, se reduce el riesgo de desvío. El material permanece en el sitio y es consumido in situ. Aun así, sería técnicamente posible separar el plutonio con técnicas químicas, aunque más difícil que en el PUREX o MOX.
En 1962, Estados Unidos detonó un dispositivo nuclear usando plutonio de grado reactor, aunque más tarde se reclasificó como plutonio de grado “combustible”.
Aunque el IFR puede configurarse como reactor quemador, también puede operar como reactor reproductor. Si se emplea una manta de uranio natural para producir plutonio, este plutonio puede tener un alto contenido en Pu-239, útil para armas nucleares.

### Refrigerante de sodio metálico
Los reactores rápidos necesitan refrigerantes que no moderen los neutrones, como lo hace el agua. Por eso, el sodio metálico es adecuado por sus propiedades físicas:
- Bajo punto de fusión
- Alta temperatura de ebullición
- Excelente conductividad térmica
- Baja viscosidad
- Baja densidad
- Estabilidad térmica y bajo nivel de activación

Sin embargo, el sodio es extremadamente inflamable en presencia de oxígeno y reacciona violentamente con el agua, liberando hidrógeno inflamable. El isótopo activado sodio-24 es altamente radiactivo, aunque con vida media de solo 15 horas. Para evitar el contacto directo con el circuito de vapor, el diseño IFR incluye un circuito secundario de sodio, lo que añade costes pero mejora la seguridad.

## Lectura adicional
- Tom Blees (2008). Prescription For The Planet: The Painless Remedy for Our Energy & Environmental Crises. BookSurge Publishing. ISBN 978-1-4196-5582-1.
- Congreso de los EE.UU., Office of Technology Assessment (mayo de 1994). Technical Options for the Advanced Liquid Metal Reactor. U.S. Government Printing Office. ISBN 978-1-4289-2068-2.
- Charles E. Till; Yoon Il Chang (2011). Plentiful Energy: The Story of the Integral Fast Reactor: The complex history of a simple reactor technology, with emphasis on its scientific bases for non-specialists. CreateSpace. ISBN 978-1-4663-8460-6.
- William E. Hannum; Gerald E. Marsh; George S. Stanford (diciembre de 2005). «Uso más inteligente de los residuos nucleares». Scientific American.
- The Restoration of the Earth, Theodore B. Taylor y Charles C. Humpstone, 166 páginas, Harper & Row (1973) ISBN 978-0060142315
- Sustainable energy – Without the Hot Air, David J.C. MacKay, 384 páginas, UIT Cambridge (2009) ISBN 978-0954452933
- 2081: A Hopeful View of the Human Future, Gerard K. O'Neill, 284 páginas, Simon & Schuster (1981) ISBN 978-0671242572
- The Second Nuclear Era: A New Start for Nuclear Power, Alvin M. Weinberg et al., 460 páginas, Praeger Publishers (1985) ISBN 978-0275901837
- Thorium Fuel Cycle – Potential Benefits and Challenges, IAEA, 105 páginas (2005) ISBN 978-9201034052
- The Nuclear Imperative: A Critical Look at the Approaching Energy Crisis, Jeff Eerkens, 212 páginas, Springer (2010) ISBN 978-9048186662

- Datos: Q6042653